# Dynasty (TV-serie, 2017)
Dynasty är en amerikansk TV-serie utvecklad av Sallie Patrick, Josh Schwartz och Stephanie Savage, baserad på 1980-talets tv-serie med samma titel. Serien hade premiär 11 oktober 2017 på The CW. Den 7 januari 2020 förnyades serien för en fjärde säsong, som hade premiär den 7 maj 2021. Serien förnyades för en femte säsong den 3 februari 2021. I maj 2022 tillkännagavs att den femte säsongen blir dess sista säsong.

## Rollista

### Huvudroller
- Elizabeth Gillies - Fallon Carrington
  - Gillies spelar även Alexis Carrington i tre avsnitt i säsong 2.[4]
- Nathalie Kelley - Celia Machado / Cristal Flores Carrington (säsong 1)[5]
- James Mackay - Steven Carrington (säsong 1–2)
- Robert Christopher Riley - Michael Culhane
- Sam Adegoke - Jeff Colby
- Rafael de la Fuente - Samuel Josiah "Sammy Jo" Jones
- Alan Dale - Joseph Anders (säsong 1–4)
- Grant Show - Blake Carrington
- Nicollette Sheridan (återkommande säsong 1, huvudroll säsong 2)[6] och Elaine Hendrix (säsong 3–5)[7] - Alexis Carrington Colby Dexter
- Ana Brenda Contreras (säsong 2)[8] och Daniella Alonso (säsong 3–5)[9] - Cristal Jennings Carrington
  - Alonso spelar också Cristals look-alike, Rita, i sex avsnitt i säsong 5.
- Maddison Brown - Kirby Anders (säsong 2–5)[10]
- Sam Underwood - Adam Carrington / Dr. Mike Harrison (säsong 2–5)
- Adam Huber - Liam Ridley (återkommande säsong 1–2, huvudroll säsong 3–5)[11]
- Michael Michele - Dominique Deveraux (återkommande säsong 2, huvudroll säsong 3–5)[11]
- Eliza Bennett - Amanda Carrington (återkommande säsong 4, huvudroll säsong 5)

### Återkommande roller
- Nick Wechsler -  Matthew Blaisdel  (säsong 1)
- Brianna Brown -  Claudia Blaisdel  (säsong 1–2)
- Michael Beach - Polischef Aaron Stansfield (säsong 1)
- Luis Fernández - Alejandro Raya (säsong 1)[12]
- Bill Smitrovich - Thomas Carrington (säsong 1)
- Hakeem Kae-Kazim - Cesil Colby (säsong 1–2)
- Kelly Rutherford - Melissa Daniels
- Sharon Lawrence - Laura Van Kirk (säsong 2–5)
- Katherine LaNasa -  Ada Stone (säsong 2)
- Kelli Barrett - Nadia (säsong 3)
- Daniel Di Tomasso - Fletcher Myers (säsong 3–4)
- Wil Traval - Fader Caleb Collins (säsong 3–4)
- Lachlan Buchanan - Ryan (säsong 4; gäst säsong 3)
- Luke Cook - Oliver Noble (säsong 4)
- Randy J. Goodwin - Brady Lloyd (säsong 4; gäst säsong 5)
- Pej Vahdat - Dex Dexter (säsong 5)
- Felisha Terrell - Nina Fournier (säsong 5)
- Brett Tucker - Ben Carrington

## Produktion

### Utveckling
I september 2016 meddelades att en reboot av 1980-talets såpopera Dynasty var under utveckling, gemensamt skrivna av Josh Schwartz, Stephanie Savage och Sallie Patrick. Trion diskuterade vad de tyckte var unikt och attraktivt med den ursprungliga serien och hur man bäst kan bevara dessa element i en uppdatering. De träffade också Richard och Esther Shapiro, skaparna av Dynasty, som slutligen fästs som producenter.
Scenen flyttades från Denver till Atlanta, delvis på grund av Atlantas mångfald. Patrick sa om förändringen, "Denver valdes uppenbarligen av några solida skäl då, eftersom de var en av oljehuvudstäderna ... För oss hade Denver inte den livfullhet och konflikt som vi behövde." I uppdateringen är chauffören Michael Culhane och familjen Colby afroamerikansk.

### Rollbesättning
Nathalie Kelley rollbesätts till Cristal i januari 2017, följt av Elizabeth Gillies som Fallon, Sam Adegoke som Jeff Colby, och Robert Christopher Riley som Blakes chaufför Michael Culhane i februari. Nästa rollbesättning var Grant Show som Fallons far Blake Carrington, och Rafael de la Fuente som Sam Jones, en homosexuell manlig version av den ursprungliga seriens Sammy Jo Carrington, i mars. De återstående huvudrollerna är James Mackay som Fallons homosexuella bror Steven, och Alan Dale som Carringtons butler Anders.

## Mottagande
Den 15 maj 2019 rankades Dynasty #5 på listan över mest tittade serier på Netflix i Storbritannien och #8 på den totala listan över serier och filmer.
Webbplatsen Rotten Tomatoes rapporterade ett 47% godkännandevärde med ett genomsnittligt betyg på 6,54/10 baserat på 47 recensioner. Metacritic gav en poäng på 52 av 100 baserat på 17 kritiker, vilket indikerar "blandade eller genomsnittliga recensioner".